# Tupolev Tu-154
Tupolev Tu-154 (v kódu NATO „Careless“) je třímotorový úzkotrupý dopravní letoun středního doletu navržený v polovině 60. let v sovětské konstrukční kanceláři Tupolev. Během několika desetiletí přepravoval polovinu všech cestujících sovětské a následně ruské letecké společnosti Aeroflot a jejích dceřiných společností (137,5 milionů ročně nebo 243,8 miliardy km v roce 1990). Standardním letounem na ruských vnitrostátních trasách a trasách bývalých sovětských států zůstal až do poloviny prvního desetiletí 21. století. Do služby se dostal u 17 neruských leteckých společností a využíván byl i jako vládní letoun leteckých sil několika zemí.
S cestovní rychlostí 850 km/h byl Tu-154 jedním z nejrychlejších civilních letadel v provozu a disponoval doletem 5280 km. Je schopný provozu z nezpevněných nebo štěrkových drah se základními zařízeními a také byl široce využíván v extrémních (arktických) podmínkách severovýchodních a východních regionů Ruska. Původně byl navržen na dobu 45 000 hodin (18 000 cyklů), ale s kapacitou 80 000 hodin a s vylepšeními se očekávalo, že budou v provozu až do roku 2016, nicméně vzhledem ke koncepci proudových motorů s nízkým obtokovým poměrem a vysoké letové rychlosti má letoun ve srovnání s moderními stroji vyšší spotřebu paliva a nevyhovuje již současným hlukovým předpisům v EU.
V lednu 2010 ruský národní dopravce Aeroflot ohlásil po 40 letech vyřazení strojů Tu-154 s posledním pravidelným letem Aeroflot č. 736 z Jekatěrinburgu do Moskvy 31. prosince 2009.
Letoun zakoupily i Československé státní aerolinie, používala je letecká služba Federálního ministerstva vnitra pro vládní lety a poslední české kusy dolétaly v roce 2007 u 241. dopravní letky Vzdušných sil Armády České republiky.
Od roku 1968 došlo k 39 fatálním nehodám letounů Tu-154, z nichž byla většina způsobena buď faktory nesouvisejícími s letadlem, nesprávnou údržbou nebo jeho rozsáhlým používáním v náročných podmínkách. Posledním komerčním uživatelem Tu-154 jsou Severokorejské aerolinky Air Koryo.

Poslední komerční let Tu-154 v Rusku proběhl 28. října 2020, kdy letecká společnost Alrosa nasadila naposledy letoun na trase z Mirného do Novosibirsku.

## Vývoj

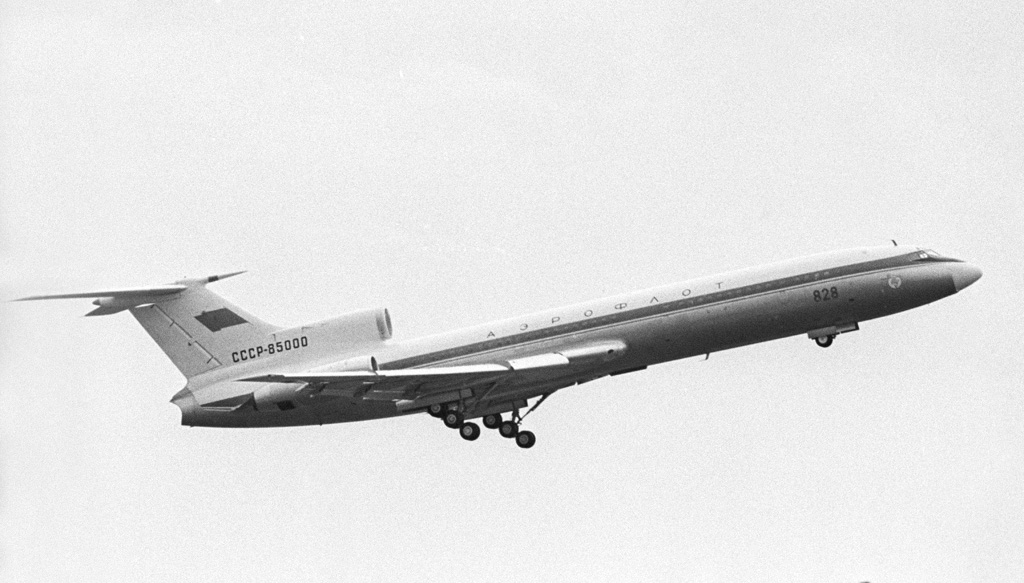
Startující původní verze letounu 24. dubna 1969

Byl vyvinut jako letoun, který měl nahradit na linkách starší proudové stroje Tupolev Tu-104 a dále turbovrtulové Antonov An-10 a Iljušin Il-18. Požadavky zahrnovaly buď kapacitu užitečného zatížení 16–18 tun (35 000–40 000 lb) s doletem 2 850–4 000 kilometrů (1 540–2 160 nmi) při rychlosti 900 km/h (490 kn), nebo užitečné zatížení 8. tun (13 000 lb) s doletem 5 800–7 000 kilometrů (3 100–3 800 Nmi) při rychlosti 850 km/h (460 kn). Jako požadavek byla také stanovena délka vzletu 2 600 metrů (8 500 stop) při maximální vzletové hmotnosti. Koncepčně podobný britskému letounu Hawker Siddeley Trident, který poprvé vzlétl v roce 1962, a americkému Boeingu 727, který poprvé vzlétl v roce 1963, se Tupolev Tu-154 určený pro střední tratě dostával na trh ve stejné době, kdy Iljušin uváděl na trh dálkový typ Iljušin Il-62. Sovětské ministerstvo leteckého průmyslu vybralo Tu-154, protože zahrnoval nejnovější poznatky v konstrukci sovětských letadel a nejlépe vyhovoval předpokládaným požadavkům Aeroflotu pro 70. a 80. léta.
Prvním vedoucím projektu byl Sergej Jeger, v roce 1964 tuto pozici převzal Dmitrij S. Markov. V roce 1975 byla hlavní role projektu převedena na Alexandra S. Šengardta.
První prototyp stroje vzlétl 3. října 1968. První dodávky Aeroflotu začaly v roce 1970, nákladní (poštovní) služby probíhaly od května 1971 a na pravidelný letecký provoz byl nasazen v únoru 1972. Stroj Tu-154 se stal nejpoužívanějším sovětským proudovým dopravním letadlem. Ještě v lednu 2009 stále probíhala omezená výroba modelu 154M, navzdory předchozím oznámením o ukončení výroby v roce 2006. Celkem Bylo vyrobeno 1025 letounů Tu-154, z nichž bylo 214 ke 14. prosinci 2009 stále v provozu. Poslední sériový Tu-154 byl dodán ruskému ministerstvu obrany 19. února 2013 z továrny Aviakor, vybavený modernizovanou avionikou, VIP interiérem a komunikační soupravou. Továrna má ve svém inventáři čtyři nedokončené draky letadel, které mohou být dokončeny, pokud budou přijaty nové objednávky.
Letoun měl být postupně nahrazen modernějším a úspornějším Tu-204, avšak po ekonomickém otřesu, způsobeném rozpadem Sovětského svazu, jich bylo vyrobeno jen několik desítek kusů a Tu-154 jsou dnes častěji nahrazovány západními stroji. Do budoucna by Rusové vyřazované letouny Tu-154 chtěli nahrazovat úplně novými stroji ruské výroby, označenými MS-21.
Do roku 2012 nalétaly dohromady všechny modifikace letounů Tu-154 během více než 12 mil. letů více než 25 mil. letových hodin, přepravily přes 1,5 miliardy cestujících a byly exportovány do 15 zemí.

## Varianty

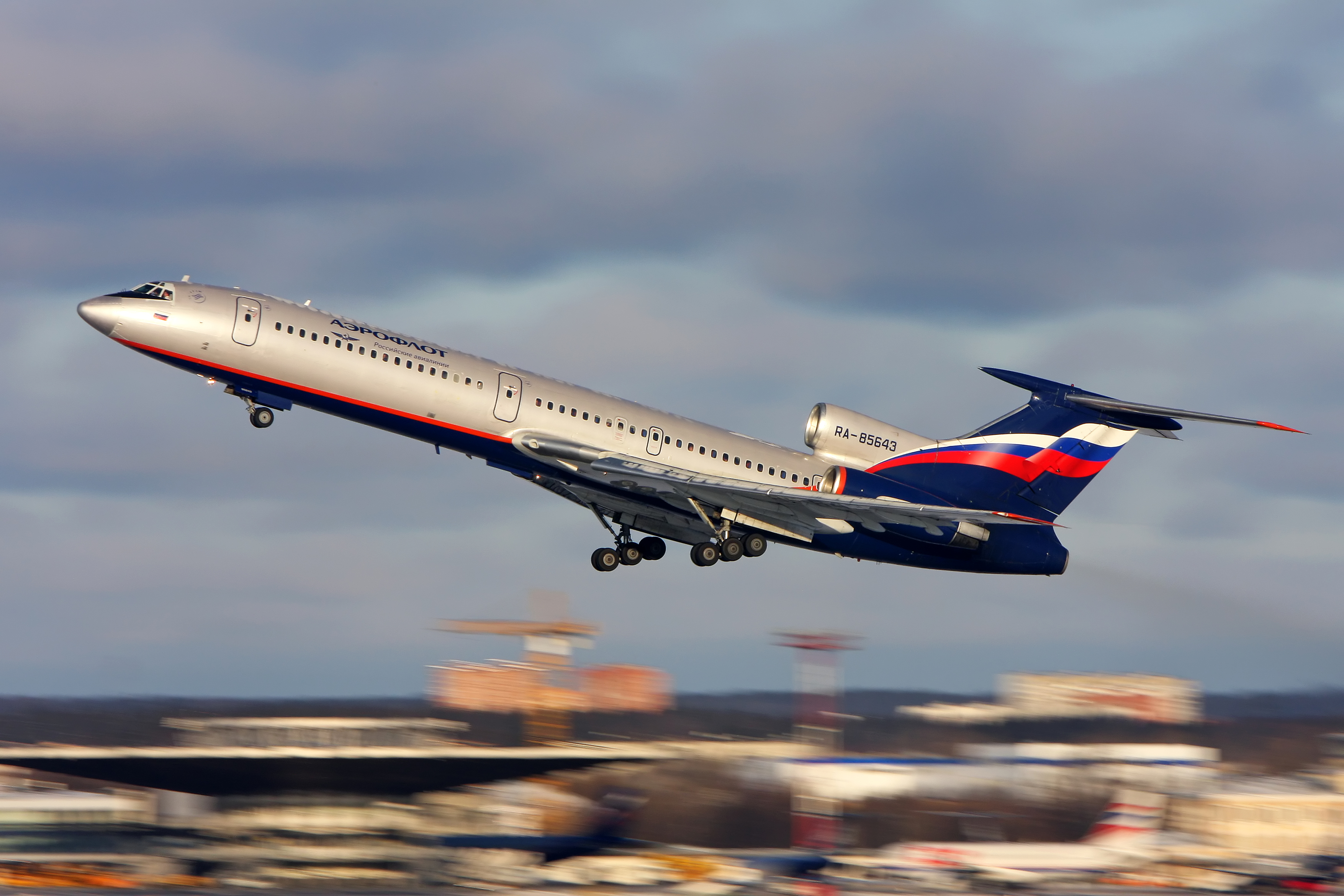
Tu-154M

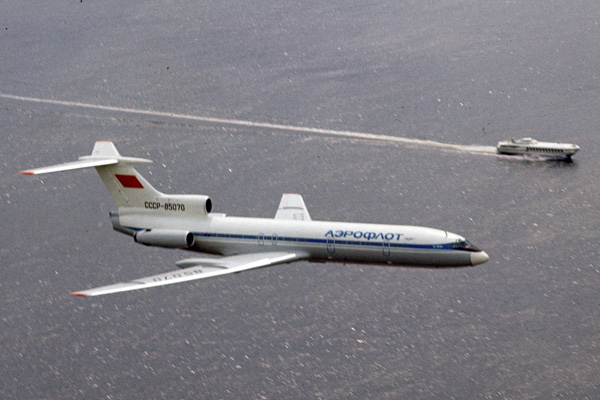
Tupolev Tu-154M společnosti Aeroflot nad Volhou

- Tu-154 – První verze s motory Kuzněcov NK-8-2 s tahem po 93,2 kN a kapacitou 164 cestující. Bylo vyrobeno jen asi 42 letadel.
- Tu-154A – První modernizovaná verze původního Tu-154. Sériová výroba Tu-154A se rozběhla v roce 1974, měl motory Kuzněcov NK-8-2U s vyšším tahem, přidanou střední sekci palivových nádrží a více nouzových východů. Kapacita se pohybovala v rozmezí 144–152 cestující.
- Tu-154B – Verze s konstrukčními změnami, motory NK-8-2U a s vyšší nosností. Bylo vyrobeno 111 letadel.
- Tu-154B-1 – Verze s menšími úpravami palivového systému, avioniky, klimatizace a podvozku. Tu-154B-1 měl kapacitu 160 cestujících. Aeroflot chtěl touto verzí zvýšit výnosy z vnitrostátních linek. V letech 1977–1978 byla vyrobena 64 letadla.
- Tu-154B-2 – Menší modernizace verze Tu-154B-1. Kapacita verze B-2 se pohybovala od 160 do 180 cestujících, přičemž maximální kapacita 180 cestujících se dala dosáhnout odstraněním kuchyňky. Tento proces trval asi dvě a půl hodiny. Některé starší Tu-154B byly předělány na tuto verzi. Bylo vyrobeno 311 letadel, včetně VIP verzí, z nichž jsou některé ještě v provozu.
- Tu-154C – Nákladní úprava.
- Tu-154M – Verze s motory Solovjov D-30KU-154-II s tahem po 103,0 kN, rekonstruovanými ocasními plochami, zvětšenými spoilery a změněnou kabinou pro cestující. Letadlo Tu-154M má tak mnohem nižší spotřebu paliva, větší dolet a snížené provozní náklady. Tu-154M poprvé vzlétl v roce 1982 a do hromadné výroby vstoupil v roce 1984. Aeroflot Tu-154M nasadil do provozu v prosinci 1984, pak následovaly další společnosti. Hromadná výroba skončila v roce 2006, ale omezená výroba pokračovala do ledna 2009. Bylo vyrobeno kolem 320 letadel.
- Tu-154M-2 – dvoumotorová verze s motory PS-90A, ve fázi projektu.
- Tu-154M-100 – Verze s renovací západní avionikou a jinými moderními systémy. Vývoj této verze začal v roce 1994. Letadlo mělo kapacitu 157 cestujících. Kabina měla automatický kyslíkový systém a větší úložné prostory nad hlavami cestujících. Byla vyrobena pouze 3 letadla této verze, které byla v roce 1998 dodané Slovenským aeroliniím jako deblokace ruského dluhu. Všechny tři stroje se následně staly majetkem společnosti. Koncem září 2003 byla tato tři letadla prodána zpět do Ruska.
- Tu-155/156 – Experimentální letadlo s motory na methanolové palivo.
- Tu-154S – Nákladní verze letadla Tu-154B.
- Tu-154M-ON – Německem upravený Tu-154 na průzkumné letadlo.
- Tu-154M-LK-1 – Cvičné letadlo pro kosmonauty

## Tu-154 v Československu a Česku

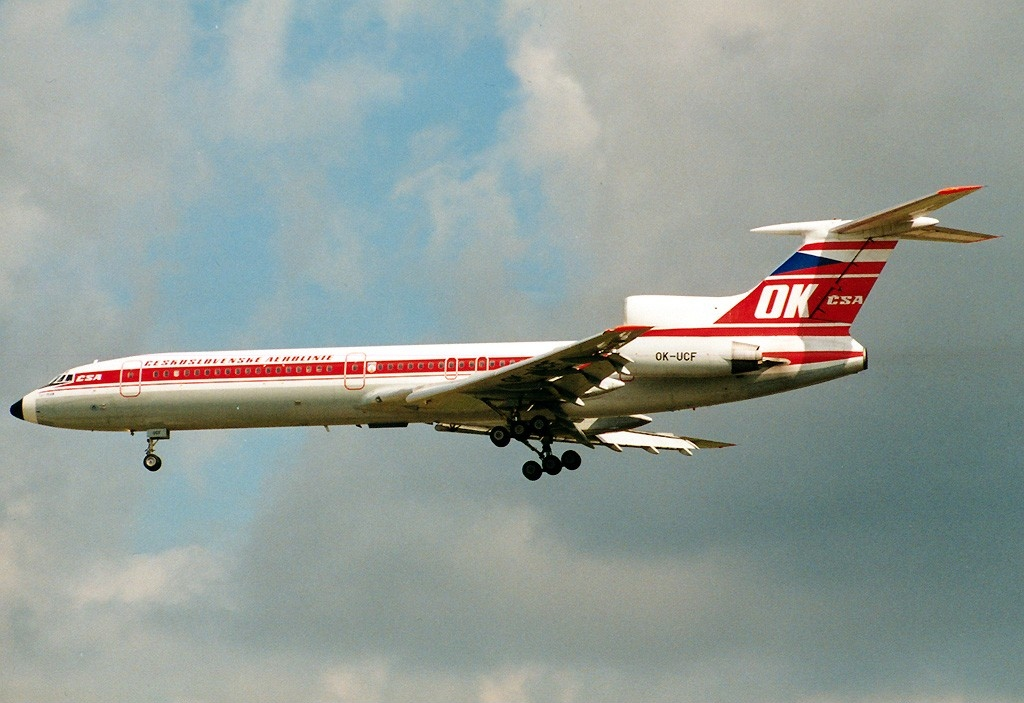
Československý Tupolev Tu-154M ve Frankfurtu

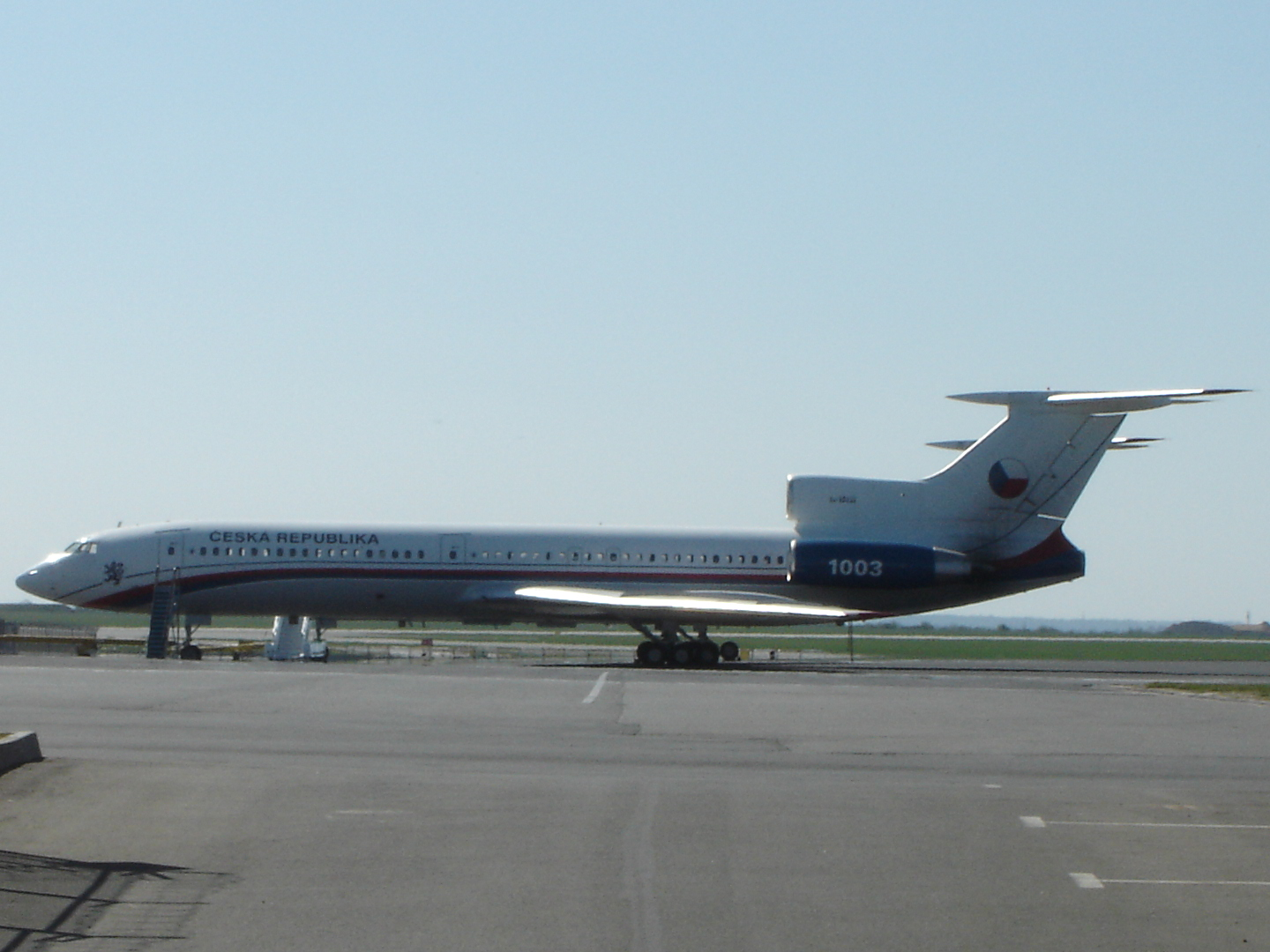
Tupolev Tu-154 vládní letky České republiky na letišti Praha-Ruzyně

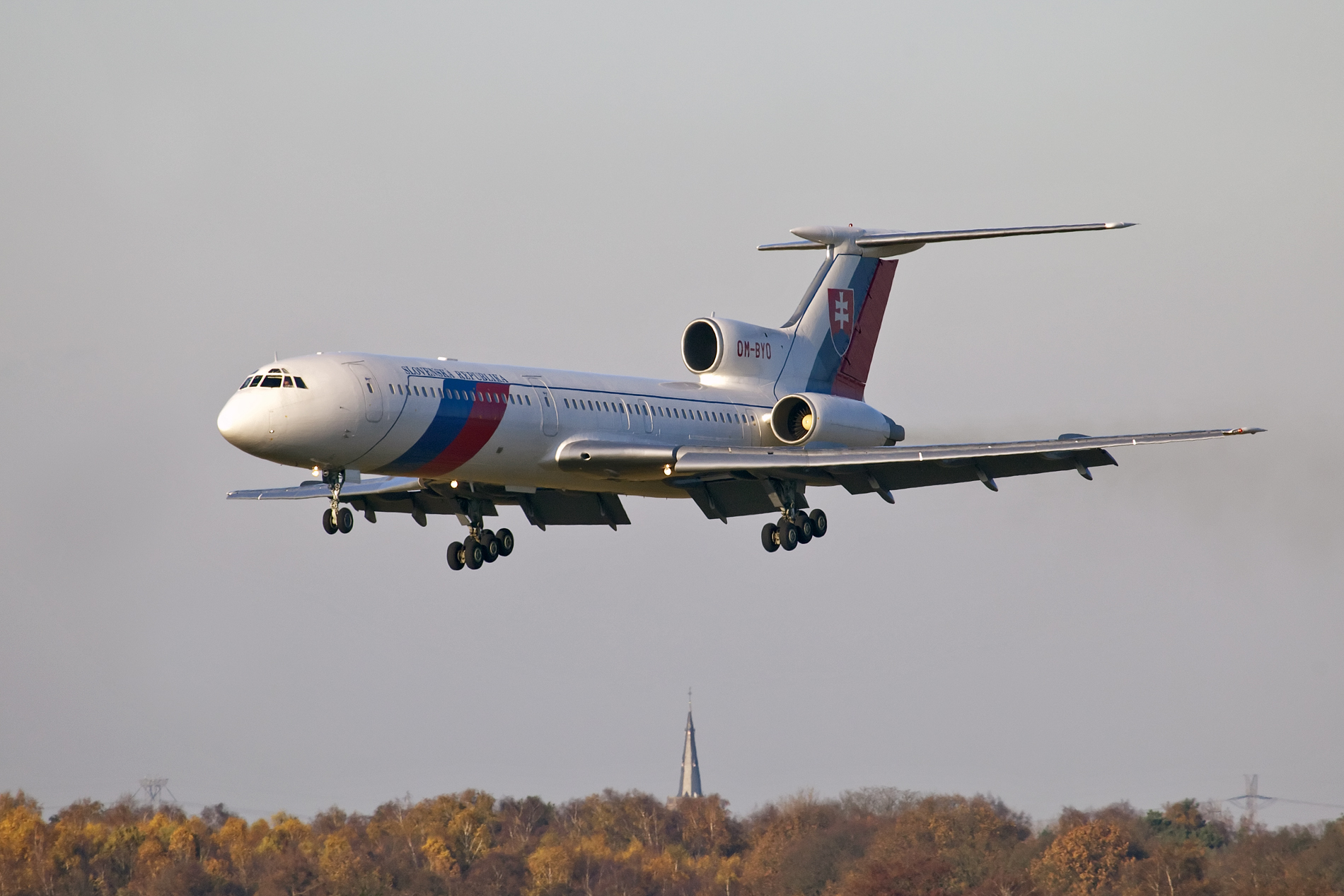
Slovenský vládní Tu-154M

První Tu-154B-2 (výr. č. 420, OK-BYA) byl dodán do Československa 18. července 1980 pro Státní letecký útvar. Zde setrval do 28. března 1989, kdy byl předán československému vojenskému letectvu do Kbel jako č. 0420. V rámci rozdělení státu byl od ledna 1993 převeden k vojenskému letectvu Slovenské republiky.
4. června 1981 převzal SLÚ druhý letoun Tu-154B-2 (488, OK-BYB), který u útvaru sloužil do 31. března 1992. Poté byl odprodán letecké společnosti Ensor Air u které létal s novou imatrikulací OK-LCP. Po jeho vyřazení 22. ledna 1993 byl odprodán Aeroflotu, kde létal s novou poznávací značkou RA-85488. Dalším uživatelem tohoto stroje se staly aerolinie Tatarstan.
Další Tu-154B-2 (517, OK-BYC) nastoupil službu u SLÚ 8. prosince 1981, odkud byl vyřazen 31. prosince 1989. Od ledna 1990 do prosince 1992 stroj vlastnila společnost Cargo Moravia-CMA. Také tento letoun odkoupil Aeroflot (RA-85804).
Poslední dopravní Tu-154 verze B-2 (601, OK-BYD) byl dodán SLÚ 13. května 1985. V únoru 1991 byl předán čs. vojenskému letectvu do Kbel, kde operoval pod číslem 0601.
Druhým československým uživatelem typu se 18. února 1988 staly ČSA, které převzaly letoun verze Tu-154M (765, OK-SCA, „Mesto Piešťany“). Do ČSSR tento exemplář přelétla osádka ve složení kapitán inspektor Václav Lorenz, kapitán inspektor František Bartoň, navigátor inspektor Boleslav Stavovčík a palubní inženýr inspektor Vladimír Hrubý. První linkový let na trase Praha—Londýn-Heathrow absolvoval letoun OK-SCA 5. března 1988. Československé aerolinie stroj vyřadily k datu 25. srpna 1992. Přesně za měsíc byl dodán letecké společnosti China United Airlines, kde se jeho poznávací značka změnila na B-4022.
Následující Tu-154M (výr. č. 770, OK-TCB, „Karlovy Vary“) byl ČSA dodán 31. března 1988, linkové lety pak zahájil na trase z Prahy do Londýna 12. dubna 1988. Po vyřazení 5. září 1992 byl opět prodán čínskému přepravci CUA, který stroj převzal 25. září (B-4023).
Třetí „eMko“ (789, OK-TCC, „Teplice“) ČSA převzaly 11. prosince 1988 a již 16. prosince stroj nasadily na trasu Praha-Moskva. Po náletu 4759 hodin byl ze stavu ČSA 27. prosince 1992 vyřazen. Novým majitelem se staly od 11. října CUA (B-4024).
Od 26. května 1989 do ledna 1993 vlastnil stroj Tu-154M výrobního čísla 803 imatrikulace OK-BYO Státní letecký útvar. Po rozdělení státu byl dodán slovenské vládní letce do Bratislavy (OM-BYO).
Dodávky Tu-154M pro ČSA pokračovaly od 2. června 1989, kdy tento dopravce převzal letoun výr. č. 804, imatrikulace OK-UCE, pojmenovaný „Mariánské Lázně“. První platící lety zahájil 11. června na trase Praha—Paříž-Orly.
Od 21. července 1989 byl ve stavu ČSA Tu-154M výr. č. 807, OK-UCF, „Vysoké Tatry“. Svou dopravní kariéru zahájil 30. července na lince Praha-Bratislava-Kyjev.
Posledním dodaným Tu-154M pro ČSA se stal 6. července 1990 stroj výrobního čísla 838, OK-VCG, „Luhačovice“. Svou službu zahájil 21. července na trati Praha-Miláno.
Další dva Tu-154M (858, OK-BYP a 1016, OK-BYZ) již byly dodány SLÚ. První z nich změnil poznávací značku 29. dubna 1993 na OK-VCP a v září 1997 byl předán společnosti Travel Service Airlines, druhý byl útvaru dodán 14. prosince 1996.

## Nehody a incidenty
Letadla Tu-154 měla od roku 1970 do prosince 2016 celkem 110 vážných incidentů, při nichž došlo ke zničení 69 strojů a v 39 případech došlo současně ke ztrátám na životech. Šest z těchto nehod bylo způsobeno vojenskou akcí nebo terorismem (úmyslné sestřelení Izraelem či Sýrií, dvakrát afghánskými vzbouřenci, exploze bomby čečenských teroristů, neúmyslný zásah ukrajinskou raketou, policejní zásah proti únoscům).
Ostatní nehody byly zapříčiněny mimo chyby pilotáže špatnými meteorologickými podmínkami, stavem ranveje (včetně srážky se sněžnými pluhy), přetížením, nebo nesprávným uložením nákladu a několik srážkami ve vzduchu. Vyskytly se i případy mechanických problémů, případ, kdy došlo palivo, požár v nákladovém prostoru a u některých nebyly důvody jednoznačně zjištěny. Další letouny byly zničeny při stání na zemi, například požárem, nebo v souvislosti s válečnými akcemi.
S ohledem na počet vyrobených kusů, přepravených osob i počet letových hodin, s ohledem na náročné podmínky, ve kterých často slouží, není nehodovost horší ve srovnání s obdobnými letouny.

### Nehody v Česku
V Česku došlo 19. února 1973 k nehodě Tu-154 Aeroflotu, při které zahynulo 66 osob po nárazu letounu do země, následné destrukci a požáru v předpolí VPD25 letiště Praha-Ruzyně. Další nehoda, beze ztrát na životech byl stroj společnosti Malév, který se poškodil po velmi tvrdém dosednutí na ruzyňské letiště 21. října 1981. Posledním zničeným byl letoun Aeroflotu, jehož paluba byla zcela zaskládána nákladem cigaret, které se za letu vznítily pravděpodobně od vařiče v kuchyňce. Pilotům se nakonec podařilo nouzově přistát na poli u obce Dubenec. Nehoda se odehrála 17. listopadu 1990, v době návštěvy amerického prezidenta George Bushe.

### Srážka nad Bodamským jezerem
1. července 2002 se Tu-154 společnosti Bashkirian Airlines ve výšce 10 600 metrů nad Bodamským jezerem srazil s nákladním letadlem Boeing 757 společnosti DHL. Všech 69 lidí v Tupolevu (převážně školáci, kteří letěli na výlet na španělského pobřeží) a dva piloti Boeingu zahynuli v troskách, které dopadly nedaleko města Überlingen v Německu.
Ačkoli se obě letadla nacházela nad německým územím, letový provoz řídila z Curychu soukromá švýcarská společnost Skyguide. Dispečer Nielsen se v osudnou noc dopustil chybného rozhodnutí, pravděpodobně pod vlivem pracovního přetížení, zároveň ale také ve společnosti probíhala údržba systému a přístroje pracovaly jen částečně. Nielsen včas nezaznamenal možnost srážky. Po zjištění neprodleně kontaktoval posádku ruského letadla. Jeho příkaz klesat však kolidoval se současně vydanými pokyny protikolizních přístrojů obou letounů (TCAS), které vydaly boeingu pokyn klesat a ruskému tupolevu stoupat. Ruští piloti po krátkém zaváhání uposlechli (v souladu s ruskými a v rozporu s evropskými pravidly) pokyn dispečera, a protože boeing DHL podle pokynu svého TCAS také klesal, došlo ke srážce.

### Nehoda polského vládního speciálu

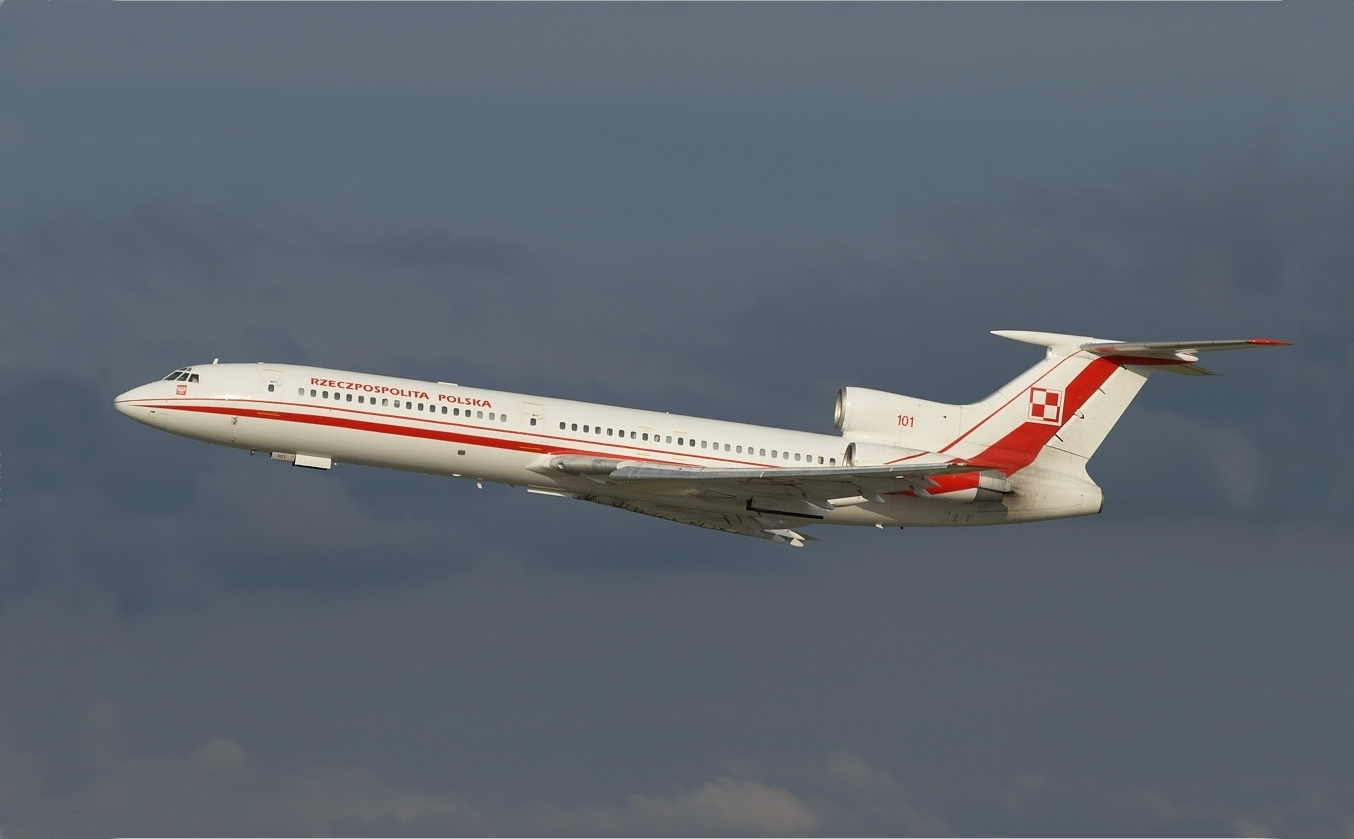
Tu-154M č. 101, který havaroval (foto z roku 2008)

Významná je nehoda z 10. dubna 2010, kdy havarovalo letadlo Tu-154M Lux polské delegace, letící uctít oběti Katyňského masakru. K nárazu do terénu došlo v husté mlze, při konečném přiblížení na Smolenskou leteckou základnu. Při této nehodě zahynulo všech 96 osob na palubě, včetně polského prezidenta Lecha Kaczyńského, jeho manželky a mnoha polských vysokých politických i vojenských představitelů.

### Nehoda armádního sboru Alexandrovci
25. prosince 2016 ráno se po mezipřistání v Soči zřítilo do Černého moře několik kilometrů od břehu letadlo ruského ministerstva obrany Tu-154B-2 na trase z Moskvy na ruskou vojenskou základnu Hmímím v syrské Latákii s 92 lidmi na palubě, z čehož 64 cestujících bylo členy pěvecké části sboru Alexandrovci. Leteckou havárii nikdo nepřežil.

## Uživatelé

### Současní

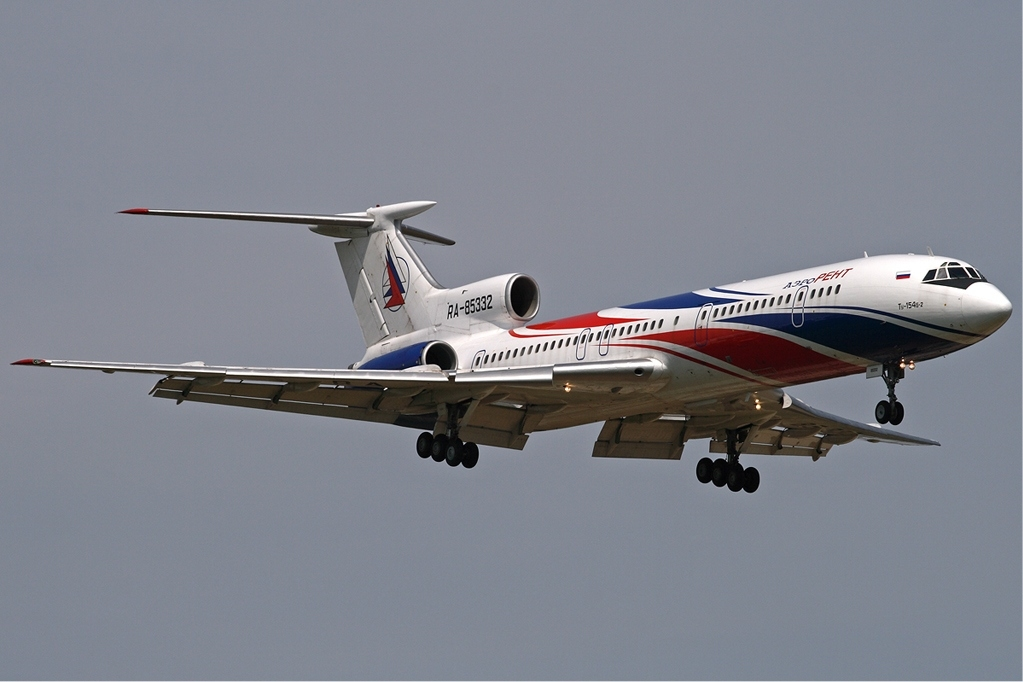
Tupolev Tu-154B-2 společnosti Aero Rent

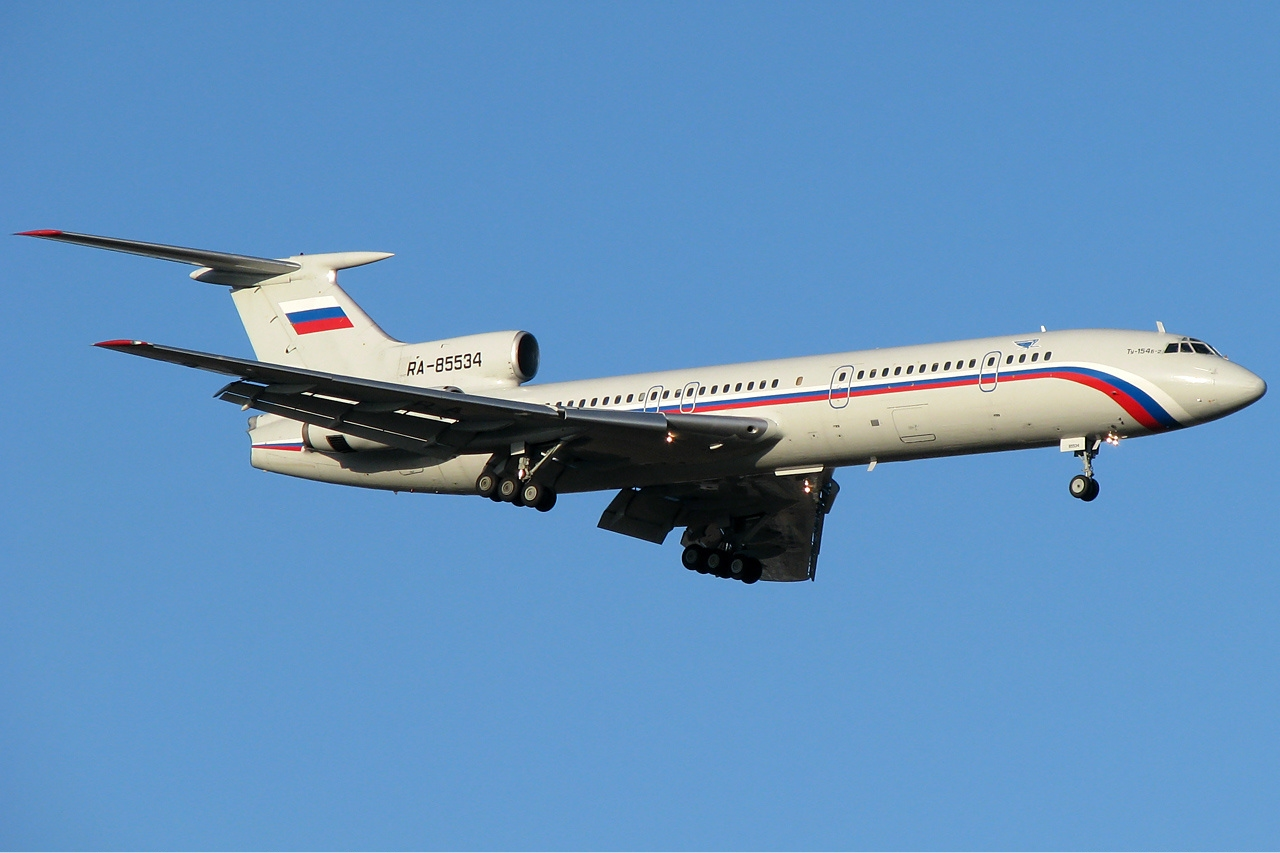
Tupolev Tu-154B-2 ruského letectva

K 1. lednu 2017 bylo v provozu 43 strojů Tupolev Tu-154 všech verzí:
| Společnost                                   | Počet letadel v provozu |
| -------------------------------------------- | ----------------------- |
| Air Koryo                                    | 2                       |
| Letectvo Čínské lidové republiky             | 12                      |
| Ozbrojené síly Kazachstánu                   | 1                       |
| Alrosa                                       | 2                       |
| Federální služba bezpečnosti                 | 2                       |
| Institut leteckého výzkumu Gromov            | 1                       |
| Vojenské vzdušné síly Ruské federace         | 16                      |
| Ruské ministerstvo vnitřních záležitostí     | 4                       |
| Námořnictvo Ruské federace                   | 2                       |
| Středisko přípravy kosmonautů J. A. Gagarina | 1                       |
| Celkem                                       | 43                      |

## Specifikace
| Parametr                    | Tu-154B-2                                                    | Tu-154M                                                       |
| --------------------------- | ------------------------------------------------------------ | ------------------------------------------------------------- |
| Osádka                      | Tři/Čtyři                                                    | Tři/Čtyři                                                     |
| Kapacita                    | 114–180                                                      | 114–180                                                       |
| Délka                       | 48,0 metre (157 ft 6 in)                                     | 48,0 metre (157 ft 6 in)                                      |
| Rozpětí                     | 37,55 metre (123 ft 2 in)                                    | 37,55 metre (123 ft 2 in)                                     |
| Nosná plocha                | 201,5 square metre (2 169 sq ft)                             | 201,5 square metre (2 169 sq ft)                              |
| Výška                       | 11,4 metre (37 ft 5 in)                                      | 11,4 metre (37 ft 5 in)                                       |
| Maximální vzletová hmotnost | 98 000 kilogram (216 000 lb) – 100 000 kilogram (220 000 lb) | 102 000 kilogram (225 000 lb) – 104 000 kilogram (229 000 lb) |
| Prázdná hmotnost            | 50 700 kilogram (111 800 lb)                                 | 55 300 kilogram (121 900 lb)                                  |
| Maximální rychlost          | 913 km/h (M 0,86)                                            | 913 km/h (M 0,86)                                             |
| Dolet plně naložen          | 2 500 km (1 300 nmi; 1 600 mi)                               | 5 280 km (2 850 nmi; 3 280 mi)                                |
| Dolet s max. paliva         | 3 900 km (2 100 nmi; 2 400 mi)                               | 6 600 km (3 600 nmi; 4 100 mi)                                |
| Dostup                      | 12 100 metre (39 700 ft)                                     | 12 100 metre (39 700 ft)                                      |
| Pohonná jednotka (x 3)      | Kuzněcov NK-8-2U                                             | Solovjov D-30KU-154                                           |
| Max. tah (x 3)              | 90 kN (20,000 lbf) each                                      | 103 kN (23 148 lbf) each                                      |
| Max. kapacita paliva        | 47 000 litre (10 000 imp gal; 12 000 US gal)                 | 49 700 litre (10 900 imp gal; 13 100 US gal)                  |